# Basketball Bundesliga de 2023-24
A Temporada 2023–24 da Basketball Bundesliga (BBL), conhecida oficialmente como easyCredit BBL por razões de patrocinadores, foi a 58ª edição da principal competição de basquetebol masculino na Alemanha.
O clube ratiopharm Ulm de Ulm, Baden-Württemberg é o atual campeão nacional, quando conquistou seu primeiro título alemão.

## Equipes participantes
A competição foi disputada por dezoito equipes de dez Estados sendo que o RASTA Vechta, retorna para a BBL como campeão da 2.Bundesliga ProA após disputar duas temporadas na segunda divisão e o Tigers Tübingen que, ao ser finalista da ProA, recebeu convite (Wild card) após adequar suas finanças. As duas equipes promovidas substituem FRAPORT Skyliners e medi Bayreuth.
| Clube                         | Arena                 | Localização  |
| ----------------------------- | --------------------- | ------------ |
| ALBA Berlin                   | Arena Mercedes Benz   | Berlim       |
| Basketball Löwen Braunschweig | Volkswagen Halle      | Brunsvique   |
| BG Göttingen                  | Sparkassen Arena      | Gotinga      |
| Bamberg Baskets               | Brose Arena           | Bamberga     |
| EWE Baskets Oldenburg         | EWE Arena             | Oldemburgo   |
| FC Bayern München             | Audi Dome             | Munique      |
| HAKRO Crailsheim Merlins      | Arena Hohenlohe       | Crailsheim   |
| Rostock Seawolves             | StadtHalle Rostock    | Rostoque     |
| Tigers Tübingen               | Arena Paul Horn       | Tubinga      |
| Niners Chemnitz               | Chemnitz Arena        | Chemnitz     |
| Veolia Hamburg Towers         | edel-optics.de-Arena  | Hamburgo     |
| MHP Riesen Ludwigsburg        | MHPArena              | Ludwigsburgo |
| RASTA Vechta                  | RASTA Dome            | Vechta       |
| ratiopharm Ulm                | Arena Ulm             | Ulm          |
| Würzburg Baskets              | s.Oliver Arena        | Wurtzburgo   |
| SYNTAINICS MBC                | Stadthalle Weißenfels | Weißenfels   |
| Telekom Baskets Bonn          | Telekom Dome          | Bona         |

|  |                                         |
|  | Promovido da ProA na temporada anterior |

### Equipes por Estados
| Estado                          | Equipe                                                                                 |
| ------------------------------- | -------------------------------------------------------------------------------------- |
| Baden-Württemberg               | - MHP Riesen Ludwigsburg - ratiopharm Ulm - HAKRO Crailsheim Merlins - Tigers Tübingen |
| Baviera                         | - Bamberg Baskets - FC Bayern München - Würzburg Baskets                               |
| Berlim                          | - ALBA Berlin                                                                          |
| Baixa Saxônia                   | - RASTA Vechta - Basketball Löwen Braunschweig - BG Göttingen - EWE Baskets Oldenburg  |
| Hamburgo                        | - Veolia Hamburg Towers                                                                |
| Meclemburgo-Pomerânia Ocidental | - Rostock Seawolves                                                                    |
| Renânia do Norte-Vestfália      | - Telekom Baskets Bonn                                                                 |
| Saxônia                         | - Niners Chemnitz                                                                      |
| Saxônia-Anhalt                  | - SYNTAINICS MBC                                                                       |

## Temporada regular

### Classificação
Classificação baseada no sítio oficial da BBL.
| Pos. | Clube                    | J  | V  | D  | %    | P+   | P-   | SP   | Classificação          |
| ---- | ------------------------ | -- | -- | -- | ---- | ---- | ---- | ---- | ---------------------- |
| 1    | FC Bayern München        | 34 | 28 | 6  | 82.3 | 2989 | 2584 | 405  | Playoffs               |
| 2    | ALBA Berlin              | 34 | 27 | 7  | 79.4 | 3048 | 2748 | 300  | Playoffs               |
| 3    | Niners Chemnitz          | 34 | 26 | 8  | 76.5 | 3019 | 2680 | 339  | Playoffs               |
| 4    | ratiopharm Ulm           | 34 | 24 | 10 | 70.6 | 3076 | 2835 | 241  | Playoffs               |
| 5    | Würzburg Baskets         | 34 | 24 | 10 | 70.6 | 2954 | 2724 | 230  | Playoffs               |
| 6    | RASTA Vechta             | 34 | 21 | 13 | 61.8 | 3002 | 2801 | 201  | Playoffs               |
| 7    | Telekom Baskets Bonn     | 34 | 20 | 14 | 58.8 | 3043 | 2909 | 134  | Play-ins               |
| 8    | MHP Riesen Ludwigsburg   | 34 | 18 | 16 | 52.9 | 2976 | 2819 | 157  | Play-ins               |
| 9    | EWE Baskets Oldenburg    | 34 | 18 | 16 | 52.9 | 2914 | 2850 | 64   | Play-ins               |
| 10   | Veolia Hamburg Towers    | 34 | 17 | 17 | 50.0 | 2910 | 2932 | -22  | Play-ins               |
| 11   | Bamberg Baskets          | 34 | 15 | 19 | 44.1 | 3009 | 3054 | -45  |                        |
| 12   | Basketball Braunschweig  | 34 | 15 | 19 | 44.1 | 2777 | 2869 | -92  |                        |
| 13   | Syntainics MBC           | 34 | 11 | 23 | 32.4 | 2909 | 3171 | -263 |                        |
| 14   | BG Göttingen             | 34 | 10 | 24 | 29.4 | 2900 | 3148 | -248 |                        |
| 15   | Rostock Seawolves        | 34 | 9  | 25 | 26.5 | 2949 | 3164 | -215 |                        |
| 16   | MLP Academics Heidelberg | 34 | 9  | 25 | 26.5 | 2817 | 3174 | -357 |                        |
| 17   | HAKRO Merlins Crailsheim | 34 | 8  | 26 | 23.5 | 2762 | 3147 | -385 | Rebaixados para a ProA |
| 18   | Tigers Tübingen          | 34 | 6  | 28 | 17.6 | 2797 | 3241 | -444 | Rebaixados para a ProA |

fonte:bbl.de

### Confrontos
| Casa\Visitante           | ALB    | BAM    | BRA    | GOT     | EWE    | MUN    | HAK     | MHP    | MLP     | NNC    | RAS     | RAT    | ROS     | SYN    | TEL    | TIG     | VEO     | WÜR     |
| ------------------------ | ------ | ------ | ------ | ------- | ------ | ------ | ------- | ------ | ------- | ------ | ------- | ------ | ------- | ------ | ------ | ------- | ------- | ------- |
| ALBA Berlin              |        | 98-92  | 92-64  | 108-85  | 85-67  | 59-53  | 110-75  | 100-91 | 96-89   | 101-90 | 98-80   | 98-88  | 91-74   | 75-108 | 90-69  | 112-69  | 85-65   | 90-82   |
| Bamberg Baskets          | 97-77  |        | 92-78  | 85-76   | 83-92  | 81-99  | 97-87   | 90-102 | 98-83   | 84-106 | 94-65   | 76-84  | 93-83   | 108-78 | 79-89  | 97-76   | 86-80   | 78-83   |
| Basketball Braunschweig  | 90-81  | 91-90  |        | 110-82  | 91-86  | 83-81  | 98-88   | 83-82  | 83-84   | 81-86  | 79-92   | 72-77  | 76-70   | 88-81  | 94-102 | 87-92   | 70-81   | 100-89  |
| BG Göttingen             | 77-114 | 92-85  | 75-73  |         | 87-83  | 71-77  | 110-104 | 76-104 | 94-91   | 100-99 | 86-90   | 90-100 | 104-90  | 88-92  | 77-101 | 101-70  | 118-123 | 67-75   |
| EWE Baskets Oldenburg    | 85-90  | 107-84 | 87-66  | 106-85  |        | 77-67  | 80-58   | 91-85  | 99-77   | 58-79  | 67-85   | 94-98  | 94-89   | 95-88  | 83-108 | 79-63   | 107-92  | 76-96   |
| FC Bayern München        | 77-53  | 91-69  | 091-61 | 86-74   | 93-73  |        | 98-81   | 92-84  | 83-57   | 89-80  | 88-90   | 95-80  | 101-73  | 96-87  | 90-81  | 92-73   | 90-79   | 87-64   |
| HAKRO Merlins Crailsheim | 83-103 | 82-109 | 70-80  | 80-76   | 63-99  | 62-97  |         | 89-100 | 86-93   | 82-97  | 102-93  | 66-86  | 85-81   | 87-76  | 98-89  | 87-84   | 84-89   | 96-98   |
| MHP Riesen Ludwigsburg   | 87-79  | 87-92  | 86-82  | 97-92   | 104-80 | 80-85  | 106-59  |        | 93-68   | 96-93  | 77-74   | 60-94  | 96-77   | 78-81  | 86-91  | 104-94  | 79-87   | 91-94   |
| MLP Academics Heidelberg | 81-90  | 90-109 | 76-94  | 109-113 | 83-92  | 89-82  | 90-86   | 72-75  |         | 77-99  | 76-113  | 57-73  | 88-86   | 90-111 | 92-87  | 93-78   | 73-88   | 54-87   |
| Niners Chemnitz          | 79-84  | 109-79 | 82-68  | 77-63   | 87-69  | 73-86  | 95-67   | 85-66  | 93-69   |        | 83-91   | 83-82  | 85-75   | 74-65  | 80-66  | 113-82  | 96-87   | 79-66   |
| RASTA Vechta             | 89-98  | 101-79 | 97-90  | 81-75   | 82-88  | 81-85  | 96-58   | 72-86  | 109-87  | 80-81  |         | 86-81  | 85-81   | 98-69  | 84-79  | 103-72  | 79-71   | 87-89   |
| ratiopharm Ulm           | 100-88 | 106-90 | 90-73  | 91-78   | 91-74  | 74-81  | 94-87   | 70-99  | 98-89   | 90-85  | 102-106 |        | 89-107  | 106-79 | 105-87 | 76-97   | 83-70   | 87-79   |
| Rostock Seawolves        | 75-76  | 91-98  | 101-78 | 96-92   | 64-99  | 85-91  | 70-85   | 91-85  | 122-113 | 90-94  | 77-92   | 71-96  |         | 85-97  | 98-92  | 108-103 | 94-111  | 78-91   |
| Syntainics MBC           | 67-76  | 86-94  | 77-85  | 97-89   | 71-89  | 86-116 | 98-93   | 91-90  | 104-97  | 95-111 | 74-100  | 75-107 | 106-102 |        | 92-100 | 114-78  | 81-86   | 72-88   |
| Telekom Baskets Bonn     | 87-95  | 88-74  | 76-80  | 95-85   | 100-85 | 88-83  | 90-68   | 87-60  | 92-69   | 77-85  | 80-77   | 98-97  | 112-89  | 100-73 |        | 76-88   | 108-94  | 91-100  |
| Tigers Tübingen          | 81-97  | 99-92  | 68-81  | 95-116  | 93-84  | 74-96  | 85-96   | 79-98  | 84-94   | 68-106 | 77-88   | 84-99  | 75-92   | 88-78  | 82-92  |         | 78-93   | 101-107 |
| Veolia Hamburg Towers    | 76-84  | 94-90  | 81-72  | 79-66   | 80-91  | 80-81  | 94-88   | 89-84  | 79-83   | 79-85  | 85-81   | 78-94  | 105-89  | 107-76 | 80-87  | 94-86   |         | 58-88   |
| Würzburg Baskets         | 76-75  | 104-65 | 84-76  | 85-60   | 83-78  | 82-90  | 86-80   | 60-78  | 98-84   | 68-70  | 87-75   | 83-88  | 86-95   | 107-83 | 97-78  | 96-81   | 96-76   |         |

Resultados extraídos em easycredit-bbl.de, eurobasket.com ou basketball-bund.net.

## Playoffs

### Play-ins
| Equipe 1              | Placar  | Equipe 2               |
| --------------------- | ------- | ---------------------- |
| Telekom Baskets Bonn  | 90 - 69 | MHP Riesen Ludwigsburg |
| EWE Baskets Oldenburg | 81 - 93 | Veolia Hamburg Towers  |

| Equipe 1               | Placar  | Equipe 2              |
| ---------------------- | ------- | --------------------- |
| MHP Riesen Ludwigsburg | 91 - 78 | Veolia Hamburg Towers |

### Quartas de finais
| Time 1            | Série | Time 2                 | 1º Jogo  | 2º Jogo  | 3º Jogo | 4º Jogo | 5º Jogo |
| ----------------- | ----- | ---------------------- | -------- | -------- | ------- | ------- | ------- |
| FC Bayern München | 3 - 1 | MHP Riesen Ludwigsburg | 98 - 102 | 83 - 67  | 84 - 73 | 78 - 69 | -       |
| ratiopharm Ulm    | 1 - 3 | Würzburg Baskets       | 65 - 78  | 100 - 64 | 79 - 82 | 72 - 75 | -       |
| ALBA Berlin       | 3 - 0 | Telekom Baskets Bonn   | 94 - 68  | 83 - 70  | 93 - 86 | -       | -       |
| Niners Chemnitz   | 3 - 1 | RASTA Vechta           | 83 - 77  | 87 - 96  | 84 - 76 | 84 - 67 | -       |

### Semifinais
| Time 1            | Série | Time 2           | 1º Jogo | 2º Jogo | 3º Jogo | 4º Jogo | 5º Jogo |
| ----------------- | ----- | ---------------- | ------- | ------- | ------- | ------- | ------- |
| FC Bayern München | 3 - 0 | Würzburg Baskets | 91 - 76 | 99 - 75 | 75 - 61 | -       | -       |
| ALBA Berlin       | 3 - 2 | Niners Chemnitz  | 82 - 95 | 88 - 64 | 72 - 84 | 96 - 85 | 97 - 84 |

### Finais
| Time 1            | Série | Time 2      | 1º Jogo | 2º Jogo | 3º Jogo | 4º Jogo | 5º Jogo |
| ----------------- | ----- | ----------- | ------- | ------- | ------- | ------- | ------- |
| FC Bayern München | 3 - 1 | ALBA Berlin | 79 - 67 | 70 - 79 | 67 - 63 | 88 - 82 | -       |

| easyCredit BBL 2023-24 Campeões |
| ------------------------------- |
| FC Bayern München 6º título     |

## Equipes rebaixadas para a 2.Bundesliga
- Tigers Tübingen[1]
- HAKRO Merlins Crailsheim[2]

## Top Four BBL Pokal - Munique 2024
|  | Meias-finais      | Meias-finais      | Meias-finais   |    |         | Final             | Final | Final |
|  |                   |                   |                |    |         |                   |       |       |
|  | Baviera           | Bamberg Baskets   | 62             |    |         |                   |       |       |
|  | Baviera           | FC Bayern München | 81             |    |         |                   |       |       |
|  |                   |                   |                |    | Baviera | FC Bayern München | 81    |       |
|  |                   | Baden-Württemberg | Ratiopharm Ulm | 65 |         |                   |       |       |
|  | Berlim            | ALBA Berlin       | 79             |    |         |                   |       |       |
|  | Baden-Württemberg | Ratiopharm Ulm    | 87             |    |         |                   |       |       |

| Siegmund BBL Pokal 2023-24 Campeões |
| ----------------------------------- |
| FC Bayern München 5º Título         |

MVP do TOP FOUR: Sylvain Francisco

## Clubes alemães em competições europeias
| Clube                  | Competição        | Resultado                                                                                   |
| ---------------------- | ----------------- | ------------------------------------------------------------------------------------------- |
| FC Bayern              | EuroLiga          | Eliminado - na temporada regular como 15º colocado com 13v - 21d                            |
| Alba Berlin            | EuroLiga          | Eliminado - na temporada regular como 18º colocado com 5v - 29d                             |
| ratiopharm Ulm         | EuroCopa          | Eliminado - nas oitavas de finais para Joventut Badalona (79-88)                            |
| Hamburg Towers         | EuroCopa          | Eliminado - como 9º colocado no Gr. B (2v-16d)                                              |
| MHP Riesen Ludwigsburg | Liga dos Campeões | Eliminado - nas quartas de finais contra UCAM Murcia (0 - 2; 72-98, 72-85)                  |
| Telekom Baskets Bonn   | Liga dos Campeões | Em disputa - classificado às quartas de finais contra Peristeri (1 - 2; 89-78, 62-90,77-89) |
| EWE Baskets            | Liga dos Campeões | Eliminado - 4º colocado no Gr.E (2v-4d)                                                     |
| BG Göttingen           | Liga dos Campeões | Eliminado - Na fase classificatória nas quartas de finais para Heroes den Bosch (84-96)     |
| Niners Chemnitz        | Copa Europeia     | Campeão                                                                                     |
| Rostock Seawolves      | Copa Europeia     | Eliminado - 2º colocado no Gr. C (4v-2d)                                                    |
| BG Göttingen           | Copa Europeia     | Eliminado - 3º colocado no Gr. K (3v-3d)                                                    |